# Noguerornis
Noguerornis („pták od řeky La Noguera“) byl rod pravěkého ptáka ze skupiny Enantiornithes, pravděpodobně blízce příbuzný rodu Iberomesornis. Formálně byl popsán roku 1989 na základě fosilií, objevených v sedimentech souvrství La Pedrera de Rúbies, nacházejících se na území Katalánska (východ Španělska). Při stáří 130 až 125 milionů let se jedná o jeden z nejstarších známých exemplářů enantiornita. Podobným taxonem byl například také čínský Sinornis.

## Popis
Jednalo se o malého opeřeného „praptáka“ dlouhého zhruba 20 cm a vážícího kolem 100 gramů. Holotyp nese katalogové označení LP.1702 P a má podobu částečně zachované kostry, včetně otisků opeření. Dosahoval velikosti dnešního holuba a je jedním z několika známých enantiornitů z území Španělska.